# X-35验证机
X-35验证机是一款由美国洛克希德·马丁公司开发的实验飞机，以作為联合打击战斗机计划（Joint Strike Fighter, JSF）的技术验证机。X-35與波音公司的X-32验证机同時競爭JSF計畫，並且由X-35獲選成為計畫的續存設計。洛克希德·馬丁以X-35為基礎開發出F-35「閃電II式」戰鬥機（Lightning II），並自2006年起陸續完成早期試產機實際投入測試任務，預計成為21世纪初期包括美國空軍在內、多個國家軍事單位的主要作戰機種。
實驗機兩架為X-35A/B（共用機身）及X-35C，空軍A型測試完後即改裝海陸B型繼續測試，海軍則是C型。

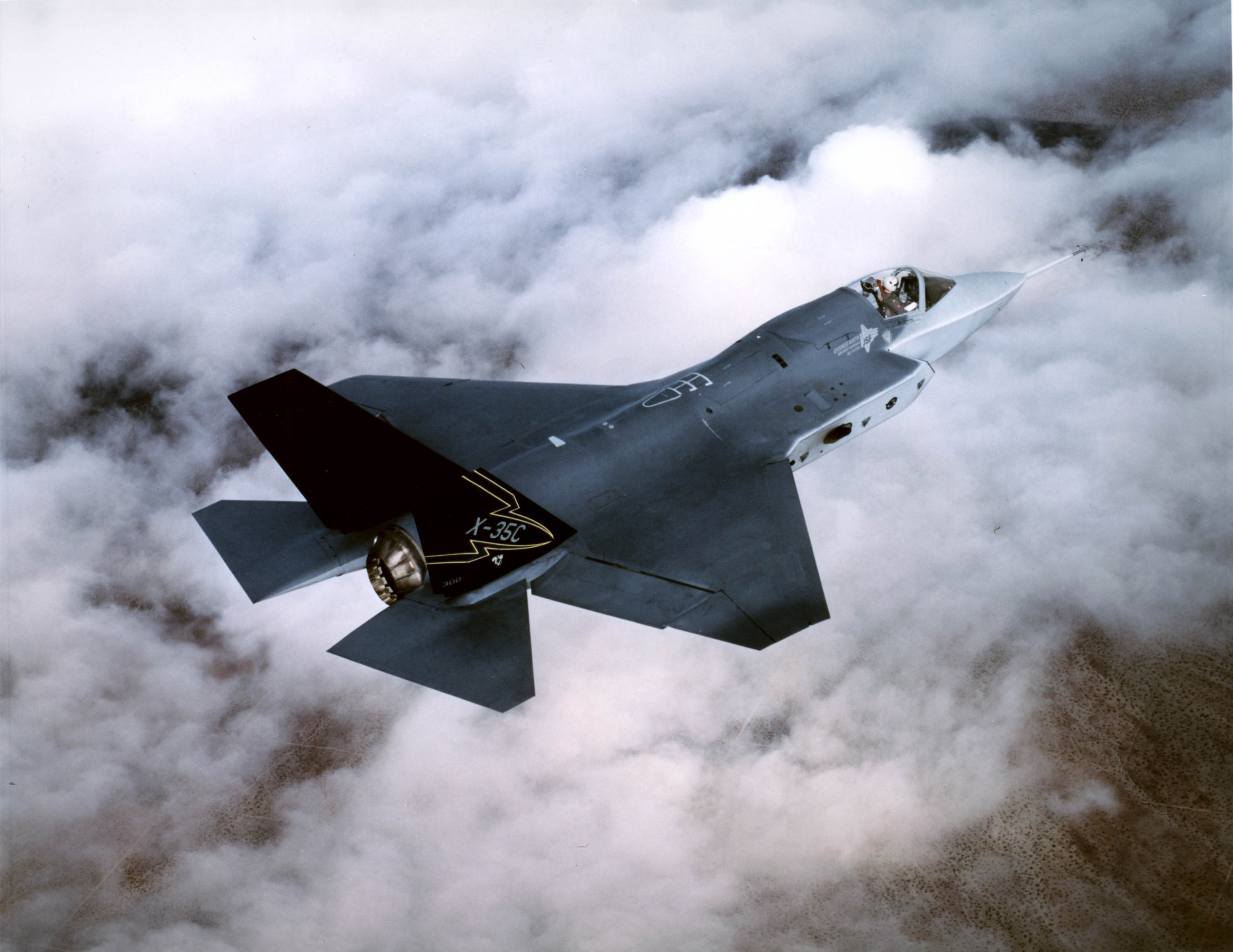
X-35B空中加油
- X-35B垂直起降
- X-35C